# Емельянов, Сергей Витальевич
Сергей Витальевич Емельянов (род. 2 сентября 1993 года, Ухта, Республика Коми) — российский государственный и общественный деятель, топ-менеджер в сфере культуры. Министр культуры, туризма и архивного дела Республики Коми (2016—2021 гг.). Председатель Координационного совета по культуре Северо-Западного федерального округа (2018—2022 гг.). Директор Национального драматического театра России (Александринского театра) с апреля 2021 года  по август 2024 года. Член Комиссии Государственного Совета Российской Федерации по направлению «Культура» (с 2022 года). Член Общественного совета при Россотрудничестве (с 2024 года). Заместитель председателя Правительства Республики Коми с февраля 2025 года. 

## Биография
Родился 2 сентября 1993 года в Ухте, Республика Коми. Будучи вокалистом, занимал призовые места во всероссийских и международных конкурсах, становился обладателем ряда вокальных премий, в том числе Премии Президента РФ для талантливой молодежи.
В 17 лет Емельянов учредил Международный центр культуры и искусства. С 2012 по 2015 гг. по инициативе Сергея Емельянова на территории Венгрии проходил фестиваль «Финноугория».
В 18 лет он выступил инициатором проведения Международного телевизионного фестиваля детского творчества «Песенка года» в Ухте.
В 2015 году окончил Ухтинский государственный технический университет, специальность «менеджмент». В 2019 году завершил обучение в Сыктывкарском государственном университете им. Питирима Сорокина, магистерская программа — «Культурология».
В Ухтинском дворце культуры занимал должности менеджера творческих проектов и заместителя директора. 1 сентября 2015 года Емельянов был назначен директором учреждения.
В октябре 2016 года возглавил Министерство культуры, туризма и архивного дела Республики Коми. Сергей Емельянов стал самым молодым региональным министром в Российской Федерации. В должности министра находился по апрель 2021 гг. В течение 5-летнего цикла выступал инициатором реновации курируемых сфер. C 2018 по 2020 год Республика Коми входила в ТОП-10 регионов-лидеров по темпам развития культуры в России.

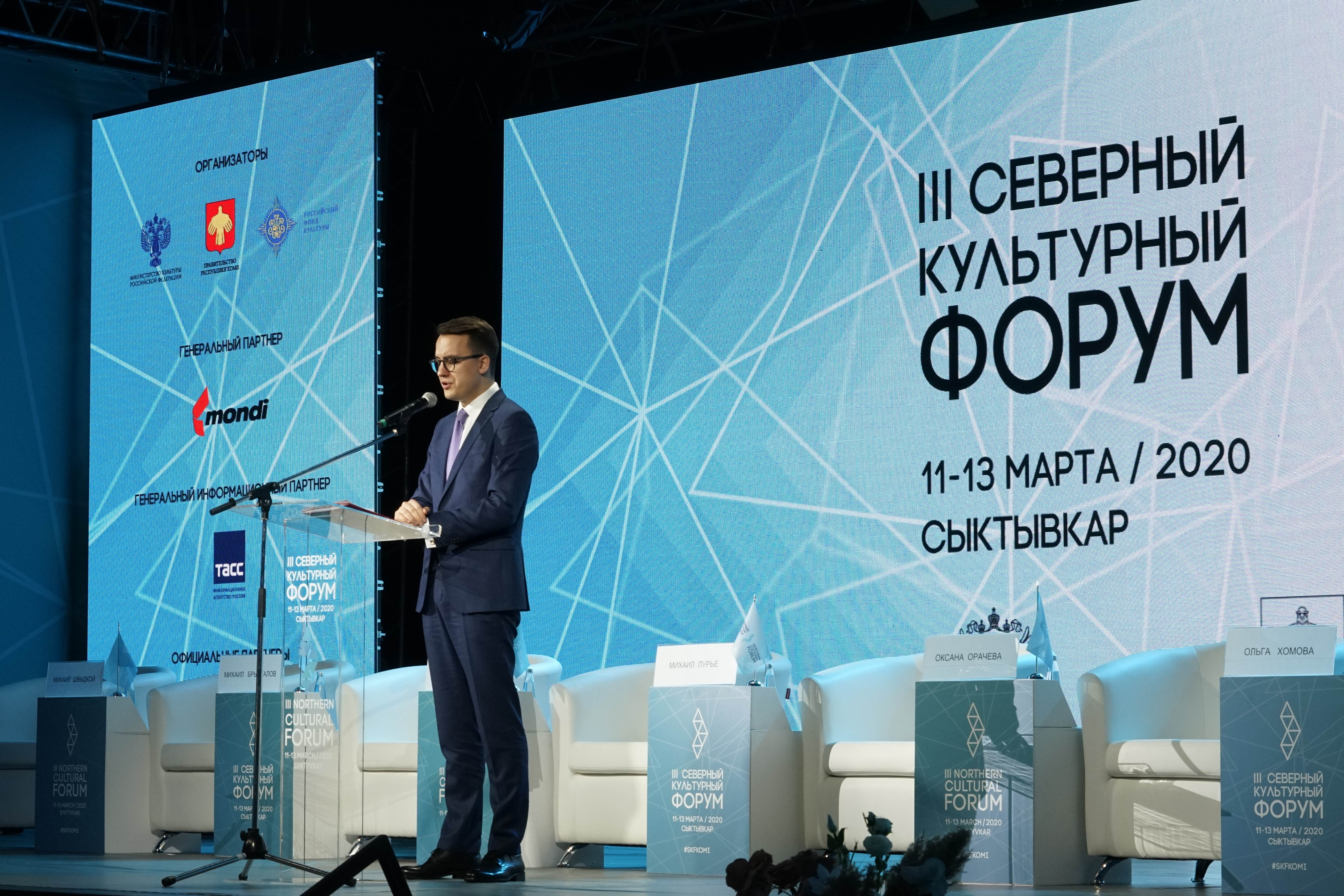
Сергей Емельянов на III Северном культурном форуме, 2020 г.

С марта 2018 года в Сыктывкаре по инициативе Емельянова проходит Северный культурный форум.
В 2018 году в Костроме Емельянов был избран председателем Совета министров культуры по Северо-Западному федеральному округу и вошёл в состав президиума Координационного совета по культуре при Министерстве культуры Российской Федерации. В 2020 году вновь был переизбран на пост председателя Совета.
В апреле 2021 года Емельянов получил предложение возглавить Национальный драматический театр России (Александринский театр) и покинул пост министра культуры.
В марте 2022 года Емельянов вошёл в состав Комиссии Государственного Совета Российской Федерации по направлению «Культура». 
В 2024 году Сергей Емельянов был включен в состав Общественного совета при Россотрудничестве. 
В августе 2024 года Емельянов покинул Александринский театр. 
В феврале 2025 года Сергей Емельянов был представлен в новой должности — заместителя председателя Правительства Республики Коми.  В родном для себя регионе Емельянов будет курировать развитие культуры, спорта, туризма, молодежной политики. 

## Награды
- Орден Негоша II степени (2024 год, Республика Сербская, Босния и Герцеговина) — за большой труд по продвижению Национального театра Республики Сербской в Российской Федерации и за укрепление братских связей[18].
- Медаль «Мастер» (Sənətkər) (2024 год, Азербайджан)[19].